# Acalolepta subaequalis
Acalolepta subaequalis es una especie de escarabajo longicornio del género Acalolepta, tribu Monochamini, subfamilia Lamiinae. Fue descrita científicamente por Breuning en 1965.
Se distribuye por Laos. Mide aproximadamente 10 milímetros de longitud. El período de vuelo de esta especie ocurre en el mes de mayo.